# インドネシア・韓国友好記念碑
インドネシア・韓国友好記念碑は、インドネシア、東ジャワ州、スラバヤにある記念碑です。

## 歴史
インドネシアと韓国の外交関係は20世紀半ばに始まりました。インドネシアは1966年9月17日に大韓民国を正式に承認し、1973年9月18日に正式に外交関係を樹立しました。この時期は、年々発展してきた強固なパートナーシップの始まりを示しています。
インドネシア・韓国友好記念碑は、大韓民国政府 とスラバヤ市政府との共同プロジェクトであり、2010年5月8日に公開されました。 スラバヤの韓国コミュニティ協会会長であるイム・テクソンと、当時のスラバヤ市長バンバン ドウィ ハルトノが主導した除幕式により、インドネシア・韓国友好記念碑の公式開設が行われました。

## 建築
この記念碑は長方形の箱の形をしており、両側に2つの碑文が付いています。これらのプレートにはインドネシア語と韓国語の両方でインドネシア・韓国友好記念碑の目的が詳述されています。インドネシアの国旗が描かれた1つのプレートにはインドネシア語でその意義が説明されており、もう1つの韓国の国旗が描かれたプレートには韓国語で説明がされています。